# Coriolis Télécom
Pour les articles homonymes, voir Coriolis.
Coriolis Télécom est un  opérateur de réseau mobile virtuel créé en 1999. D'abord présent sur les réseaux d'Orange et SFR, l'opérateur utilise désormais uniquement le réseau SFR, ce à la suite du rachat de Coriolis Télécom par Altice France. Il est à destination des professionnels et du grand public et compte 500 000 clients.
Il commercialise également des offres ADSL en marque blanche sur le réseau SFR depuis octobre 2012 et, depuis septembre 2015, est présent sur le réseau FTTH d'initiative publique du Calvados et sur certains RIP en Essonne, en partenariat avec Canal+.
Il est également gestionnaire de service clients pour compte de tiers, et détenteur de l'enseigne « Téléphone Store », regroupant 300 magasins affiliés.
Coriolis est adhérent au Syndicat des professionnels des centres de contacts.
Le 20 septembre 2021 Altice France signe un accord d’exclusivité avec le groupe Coriolis en vue d'en devenir le propriétaire.

## Historique
Anciennement filiale de Vodafone, Coriolis Télécom prend son indépendance en 1999.
En 2006, Coriolis devient opérateur MVNO.
En 2008, Coriolis est le premier opérateur à proposer des forfaits destinés aux sourds et malentendants, incluant 2 heures d'appels visio et de l'internet mobile. Il compte alors 400 000 clients et 250 000 clients mobiles.
En 2012, Coriolis s'est lancé dans des offres ADSL.
En 2015, Coriolis fait l'acquisition de MyStream, PME française spécialisée dans les réseaux IP.
En 2015, Coriolis se lance dans le très haut débit.
En septembre 2015, Coriolis expérimente la diffusion dans le Calvados en partenariat avec Canal+.
La société Coriolis ne possède pas son propre réseau. Son activité est limitée à 300 millions d’euros à moitié dans le segment professionnel où elle détient 70 000 entreprises clientes.
Le 11 janvier 2016 Coriolis s'intéresse à l’activité entreprises de Bouygues Télécom, actif dont la société Orange — possible acheteur — souhaitait se débarrasser. Cet actif se compose d'environ 1,7 million de clients professionnels et 800 salariés (chiffres de 2014) pour un montant de  700 millions d’euros d'activité (entreprises et petits artisans).
En 2016, Coriolis Télécom est intéressé par le rachat d'actifs de Bouygues Telecom.
En mai 2016, Coriolis Télécom et le groupe Canal+ lancent une nouvelle offre triple-play sur fibre optique FTTH dans le Calvados et en Essonne sur les territoires de Cœur d'Essonne Agglomération et de la Communauté Paris Saclay.
En décembre 2016, les offres Canal+ sont disponibles sur tout le territoire français.
En décembre 2020, Coriolis Télécom lance ses offres Coriolis Box en fibre optique sur le réseau FTTH de SFR.
En septembre 2021, Altice France annonce un accord d'exclusivité pour racheter Coriolis Télécom pour 415 millions d'euros.

## Activités
Coriolis fournit également des services de téléphonie fixe et d'accès ADSL aux entreprises en revendant des minutes de communication de différents opérateurs.
Depuis 2012, Coriolis fournit des services d'accès ADSL aux particuliers. En 2016, Coriolis lance ses premières offres Fibre FTTH aux particuliers en Essonne et dans le Calvados.[réf. nécessaire]